# 十日町站
十日町站（日语：／ Tōkamachi eki */?）位於新潟縣十日町市，是北越急行、東日本旅客鐵道（JR東日本）轄下的車站。

## 概要
位於十日町市的中心。
十日町站是飯山線在新潟縣重要的分界點，其運轉系統分為南北兩部分。
- 往越後川口方面（北向）以配合上越線時刻為主。
- 往森宮野原方面（南向）以配合北北線以及戶狩野澤溫泉時刻為主。

在北陸新幹線通車之前，北北線是從東京經上越新幹線前往北陸方面的捷徑，且十日町站是北北線的中心站，故部分特急白鷹在此停車。

## 車站構造

### JR東日本

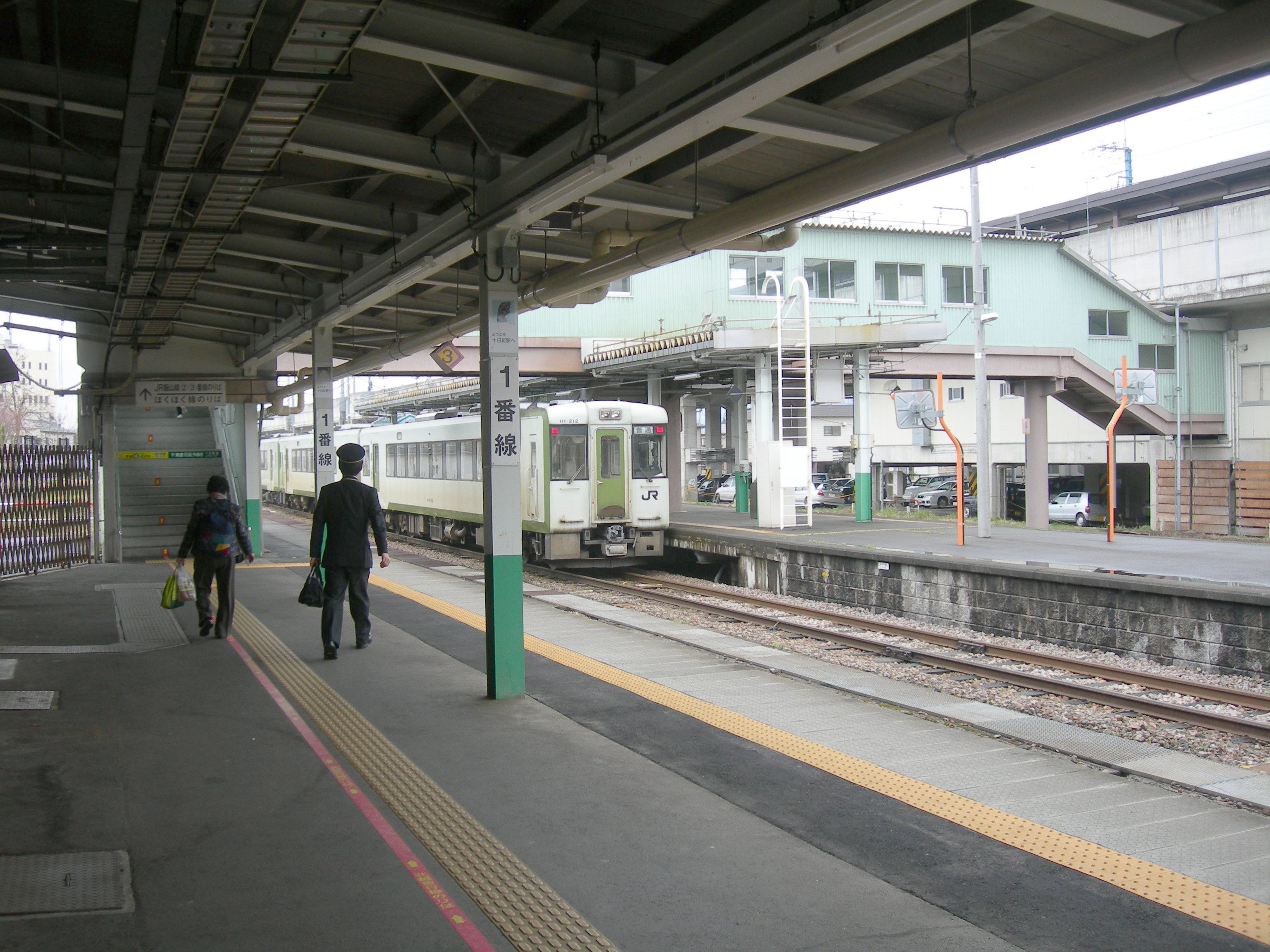
飯山線月台

屬地面站，設有站長，由JR東日本新潟支社管理。現時的東口為北越急行未通車時的唯一站舍所在地，負責車站的一切出入，而當北越急行後，則加建了連接架空月台的行人天橋，方便兩線間的轉換。站舍內設有綠窗口、自動售票機、候車室、廁所等設備。
月台設有靠近站舍的側式月台1座及島式月台各1座，共提供2面3線的配置。月台之間以行人天橋連接，並能接駁至北越急行的月台及西側剪票口。

#### 月台配置
| 月台 | 路線    | 方向               | 目的地                           |
| ---- | ------- | ------------------ | -------------------------------- |
| 1    | ■飯山線 | 上行               | 森宮野原、戶狩野澤溫泉、長野方向 |
| 2    | ■飯山線 | 上行               | 森宮野原、戶狩野澤溫泉、長野方向 |
| 下行 | ■飯山線 | 越後川口、長岡方向 |                                  |
| 下行 | ■飯山線 | 越後川口、長岡方向 | 3                                |

## 利用狀況
根據JR東日本的資料，2014年度1日平均乘車人數為496人。近年來均一直下降中。
| JR乘車人員推算 | JR乘車人員推算  |
| 年度           | 1日平均乘車人數 |
| -------------- | --------------- |
| 2000           | 533             |
| 2001           | 532             |
| 2002           | 571             |
| 2003           | 531             |
| 2004           | 508             |
| 2005           | 502             |
| 2006           | 544             |
| 2007           | 602             |
| 2008           | 635             |
| 2009           | 624             |
| 2010           | 591             |
| 2011           | 505             |
| 2012           | 536             |
| 2013           | 547             |
| 2014           | 496             |

### 北越急行

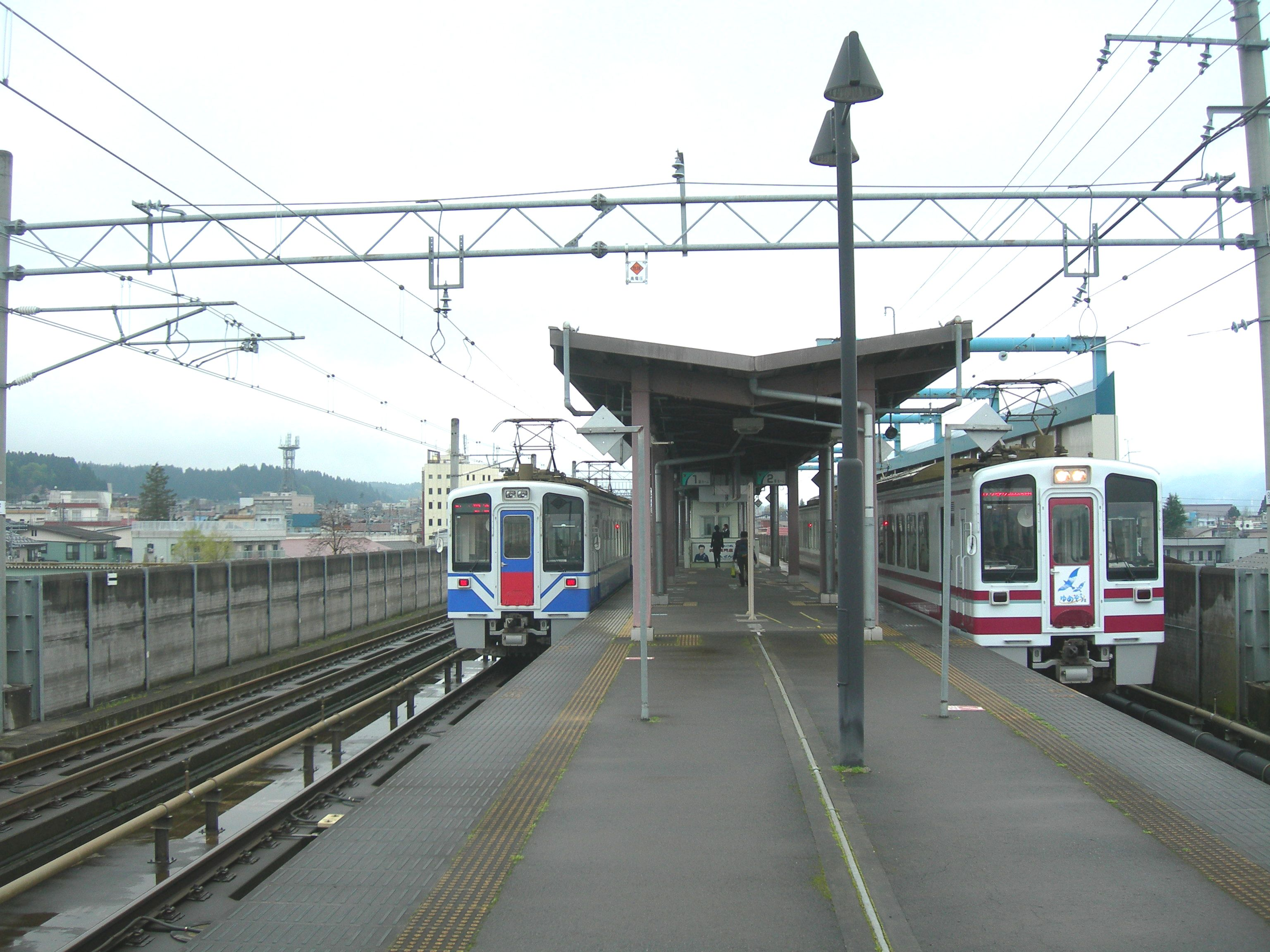
北北線月台

由北越急行管理的主要為高架部份，於JR站舍西邊另外設置了1座3層高的水泥站舍。站外設有地下隧道連接兩邊車站廣場，而月台間亦設有行人天橋連接。本站也是北北線現時唯一有職員辦理業務的車站。
現時1樓主要為車站出入口及供泊車轉乘用的停車場；2樓為站舍主體部份，站務室暨驗票口、自動售票機（共設2部）、候車大堂、旅遊資訊中心、立食蕎麥麵店及兼營土產出售的小商店等均在此設置。北越急行的營業開發室亦設於此。不過開業初期由東日本KIOSK旗下開設的「北北KIOSK」，則已撤離。
當北陸新幹線未通車時，部份取道北北線前往富山及金澤的JR特急在來線列車「白鷹」，部份班次會在此停靠，北陸新幹線通車後，因應特急列車全廢，新開設的「超快速」列車班次則全部停靠本站。
月台設於3樓，設有島式月台1座，提供1線2面的配置，而位於11號月台外側，另設有1條通過側線，供不用靠站的特急列車通過使用，同樣當2015年全廢除特急列車後，側線亦隨之暫停使用。

#### 月台配置
| 月台 | 路線    | 目的地                                           |
| ---- | ------- | ------------------------------------------------ |
| 11   | ■北北線 | 松代、犀潟、直江津方向 直通■妙高躍馬線新井站方向 |
| 12   | ■北北線 | 六日町、越後湯澤方向                             |

## 車站周邊

### 東側
東側為十日町市的中心所在地。沿著商店街中心往東徒步5分可到達國道117號。
- リオン・ドール十日町店
- 國道117號
- 十日町郵局（本町六丁目）
- 十日町站前派出所
- 新潟縣立十日町高級中學
- 十日町地場産業振興中心（Cross10）（日语：道の駅クロス10十日町）

### 西側
西側多為住宅區。
- 十日町高田郵局
- 新潟縣立十日町醫院
- 十日町家庭裁判所
- 新潟縣立十日町綜合高級中學

戰前於信濃川對岸的千手町建造水力發電廠時，鐵道省曾於十日町站分歧出支線搬運人員、設備。1954年發電廠二期工程完成後廢除。

## 歷史
- 1927年（昭和2年）11月15日 - 國鐵十日町線・越後岩澤 - 十日町間通車時設站。
- 1929年（昭和4年）9月1日 - 飯山鐵道越後田澤 - 十日町間通車，飯山線全通。
- 1944年（昭和19年）6月1日 - 飯山鐵道國有化，十日町線編入飯山線。
- 1965年（昭和40年）12月 - 現有東側站房完成。
- 1987年（昭和62年）4月1日 - 國鐵分割民營化後成為JR東日本轄下的車站。
- 1997年（平成9年）3月22日 - 北越急行北北線通車。同時間西側站房啟用。
- 2010年（平成22年）4月1日 - JR十日町站由JR東日本長野支社飯山線營業所移轉至新潟支社長岡管理站。

## 相鄰車站
東日本旅客鐵道
■飯山線
土市－十日町－魚沼中條
北越急行
■北北線
■超快速「雪兔」（往越後湯澤、直江津）
越後湯澤－十日町－直江津
■超快速「雪兔」（往新井）、■快速
六日町－十日町－松代
■普通
新座－十日町－（藥師峠信號場）－松代

## 外部連結
- （日語）十日町站（JR東日本）（页面存档备份，存于）
- （日語）十日町車站（北越急行）